# تشارلز روبنسون
تشارلز روبنسون (بالإنجليزية: Charles W. Robinson)‏ (و. 1919 – 2014 م) هو رائد أعمال من الولايات المتحدة الأمريكية ولد في لونغ بيتش، كاليفورنيا.

## التعليم
تعلم في جامعة ستانفورد، وجامعة كاليفورنيا، بركلي.